# Граньяно
Граньяно (итал. Gragnano) — город в Италии, располагается в регионе Кампания, в провинции Неаполь.
Население составляет 29 461 человек (на 2012 г.), плотность населения составляет 2023,42 чел./км². Занимает площадь 14,56 км². Почтовый индекс — 80054. Телефонный код — 081.
Покровителем города почитается Святой Себастьян. Праздник ежегодно празднуется 20 января.
Родина одной из лучших марок пасты в Италии.